# 廣瀬盛行
廣瀬 盛行（ひろせ もりゆき、1930年 -　）明星大学名誉教授。(有)ティー・ピー・アイ、ティーピーアイ都市計画研究所代表取締役などをつとめた日本の都市研究者。都市計画協会マスター都市プランナー。（社）日本都市計画学会名誉会員（元・副会長）。広島県出身。
代表的な業績に石川栄耀論文集の編纂、大学等における教育。2002年日本都市計画学会功績賞。東京大学、東京都立大学、明星大学において長年都市計画の研究および教育に貢献し、千葉市をはじめとして多くの都市において都市計画の実践を指導。都市計画学会の理事、副会長を歴任し、学会の発展に大きな貢献を果たす。東京都他で都市計画審議会委員。
1954年 早稲田大学第二理工学部土木工学科卒業。1956年 早稲田大学大学院理工学研究科建設工学専攻修士課程修了。東京大学工学部助手などを経て明星大学理工学部教授。現在も多数の市区の都市計画審議会委員を務めている。